# Йоасаф II Берски
Йоасаф (на гръцки: Ιωάσαφ) е православен духовник, митрополит на Вселенската патриаршия.

## Биография
Йоасаф е избран за берски митрополит на 23 април 1610 година - според информация от диптиха на берския катедрален храм, публикуван от митрополит Софроний Стамулис. Остава на трона до 1613 година.